# Théophile Chollet
Pour les articles homonymes, voir Chollet.
Théophile Chollet est un homme politique français né le 30 juin 1876 à Bougon (Deux-Sèvres) et mort le 23 avril 1929 à Orléans (Loiret).

## Biographie
Reçu à la fois à l’École Polytechnique et à l’École normale supérieure, Pierre Théophile Chollet opte pour la seconde d’où il sort agrégé de mathématiques. Il est professeur au lycée d’Orléans de 1899 à 1906. De 1902 à 1904, il assure le secrétariat de la section de la Ligue des droits de l’Homme d’Orléans. Au cours de son séjour orléanais, il épouse la fille d’une personnalité commerçante, industrielle et politique locale, René Maingourd.
La carrière professionnelle de Théophile Chollet se poursuit en Grèce, à Salonique (1906-1910), puis au lycée Hoche à Versailles (1910-1914). Mobilisé en 1914, il sert au cours de la Première Guerre mondiale dans les transmissions et enseigne à l’École d’artillerie de Fontainebleau. Il quitte l’enseignement en 1921 pour s’associer aux affaires de son beau-père.
Au lendemain de la guerre, Théophile Chollet prend une part active à la vie politique d’Orléans. Élu conseiller municipal en 1919, il devient maire en 1925. Conseiller général en 1924, il est élu député du Loiret en 1924 sur la liste de l’Union des Gauches. À la Chambre, il adhère au groupe radical-socialiste. Battu aux élections législatives de 1928, il demeure conseiller général et maire d’Orléans. Il meurt brutalement d’une crise cardiaque dans la nuit du 22 au 23 avril 1929, à l’âge 52 ans.

## Sources
- « Théophile Chollet », dans le Dictionnaire des parlementaires français (1889-1940), sous la direction de Jean Jolly, PUF, 1960 [détail de l’édition]